# Jodhpuri

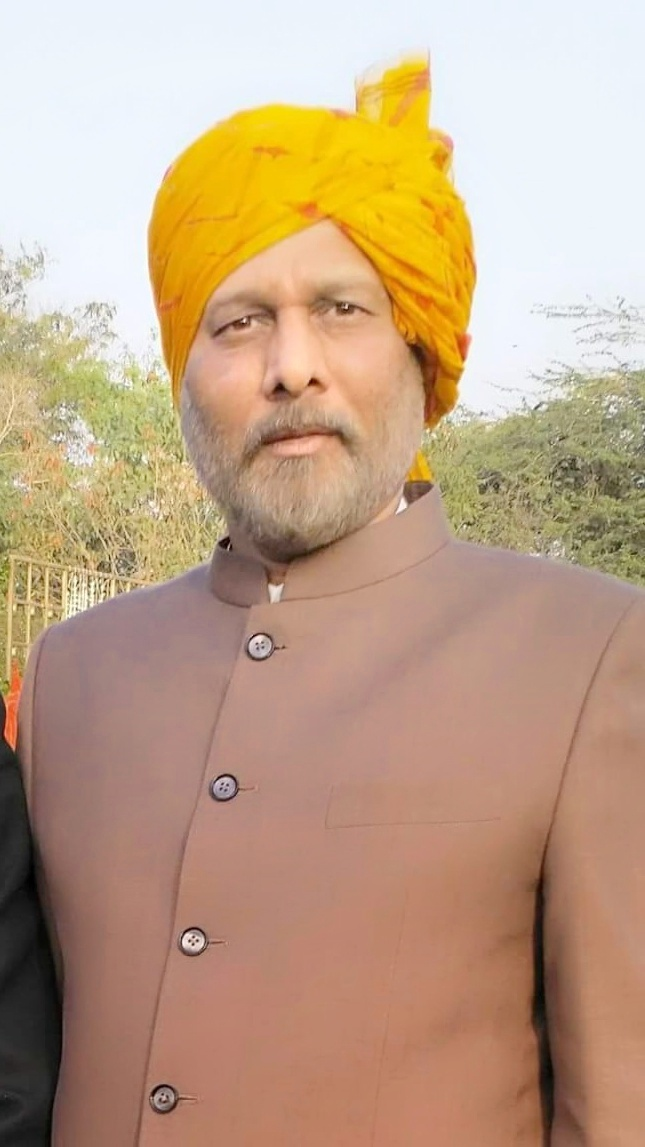
Vivek Kane im Jodhpuri

Ein Jodhpuri-Anzug oder Bandhgala-Anzug ist ein formeller Anzug aus Indien. Er gilt als die älteste indowestliche Männerkleidung. Er entstand im Bundesstaat Jodhpur und wurde Mitte des 19. bis Mitte des 20. Jahrhunderts in Indien populär. Er besteht aus einem Mantel und einer Hose, manchmal begleitet von einer Weste. Er vereint einen kürzeren Schnitt mit Handstickerei, begleitet von der Weste. Er eignet sich für Anlässe wie Hochzeiten und formelle Zusammenkünfte.
Das Material kann Seide oder ein anderer geeigneter Stoff sein. Üblicherweise ist das Material am Kragen und an den Knöpfen mit Stickereien unterlegt. Dies kann einfarbiger, Jacquard- oder Jamawari-Stoff sein. Normalerweise passt die Hose zu dem Material des Mantels. Es gibt einen Trend, kontrastierende Hosen zu tragen, die der Mantelfarbe entsprechen.

## Geschichte
Angarkha gilt als Vorgänger der Bandhgala. Eine Angarkha war ein traditionelles Hofoutfit im alten und klassischen Indien, das eine Person bequem um sich wickeln konnte und flexible Leichtigkeit mit den Knoten und Bändern bot. Bandhgala entstand als verkürzte Version des Achkan. Bandhgala wurde schnell zu einer beliebten formellen und halbformellen Uniform in ganz Rajasthan und schließlich in ganz Indien. Der Designer Wendell Rodricks stellte fest, dass formelle Kleidung wie die Bandhgala Weiterentwicklungen eines 6000 Jahre alten Kostümerbes sind. Im Gegensatz zu den einheimischen Herrenröcken im europäischen Stil werden jedoch Hosen im östlichen Stil dazu getragen.